# اندالگالا
اندالگالا (به اسپانیایی: Andalgalá) یک منطقهٔ مسکونی در آرژانتین است که در حوزه اندالگالا واقع شده‌است.

## خصوصیات
اندالگالا ۱۴٬۰۶۸ نفر جمعیت دارد و ۹۶۰ متر بالاتر از سطح دریا واقع شده‌است.